# Осада Солуни (618)
О других осадах Солуни см. — Осады Солуни
Осада Солуни — попытка славянских племён Македонии в союзе с аварами захватить город Салоники в 618 году. После осады, продолжавшейся 33 дня, взяв с горожан дань, авары с союзниками отступили от города и продолжили разорение византийских владений на Балканах.

## Предыстория
После неудачной осады 616 года славяне отступили от города. Но гибель Хацона, восстание пленников и потеря значительной части добычи требовали отмщения. Самостоятельно, не имея осадного вооружения, славяне взять город не могли, поэтому в поисках союзника они отправляют послов в Аварский каганат:
И вот славяне стали размышлять в великом горе и, собрав множество даров, послали через апокрисиариев кагану аваров с обещанием дать ещё больше денег, сверх того, что они предполагают в будущем захватить, как они уверяли, в нашем городе, если каган для этой цели окажет им помощь в войне. Они обещали ему лёгкий захват города, говоря, что он будет взят ими не только потому, что он был окружён ими, но и потому, что все города, зависимые от него, и области они сделали безлюдными, он же один, как сказано, находился в их окружении и принимал всех беженцев из дунайских областей Паннонии, Дакии, Дардании и остальных провинций и городов, и в нём они укреплялись.
Через два года, собрав подвластных авар, славян и болгар, взяв с собой осадные орудия, каган выступил. По дороге к Солуни авары захватывали и разоряли византийские города, беженцы из которых собирались в Солуни.

## Ход осады
Осенью авары приблизились к городу, вперёд каган послал латную кавалерию. По словам автора «Чудес», конница появилась под стенами города рано утром, не ожидавшие нападения греки были заняты сбором урожая. Многие горожане, находившиеся на полях, погибли или попали в плен. Началась осада.
Тогда жители города увидели невиданное множество варваров, полностью облечённых в железо, и поставленные повсюду камнемёты, поднимающиеся к небу, которые превосходили высотой зубцы внутренних стен. Одни готовили так называемых «черепах» из плетёнок и кож, другие — у ворот «баранов» из огромных стволов и хорошо вращающихся колёс, третьи — огромные деревянные башни, превосходящие высотой стену, наверху которых были вооружённые сильные юноши, четвёртые вбивали так называемые горпеки, пятые тащили лестницы на колесах, шестые выдумывали воспламеняющиеся средства. Так что от увиденного город был охвачен безмерным горем, и горожане говорили: «Если Бог и спас город от предыдущих осад, всё же не верим, что спасёт от этой, ибо никогда никто не видел, чтобы такое множество варваров нападало на город».
Всё это время в Константинополе ничего не знали о положении в городе. В самом начале осады в город прибывает новый наместник провинции — Хариан, осада города для него стала полной неожиданностью. Несколько дней союзники безуспешно пытались штурмовать город, потеряв часть осадной техники. В разгар осады происходит землетрясение, но стены выстояли.

## Последствия
После месяца безуспешных попыток штурма каган предложил горожанам заплатить откуп. Первоначально византийцы отказались, но после того, как осаждающие выжгли предместья и пригрозили вернуться с ещё большими силами, уступили требованиям. Подробности мирного договора не упоминаются, но именно после этой осады славяне начинают свободно селиться на полуострове Халкидики.
Когда же наконец варвары увидели, что их нападение на город безуспешно, они предложили отпустить их хотя бы с дарами, а так как их требование не было исполнено, то по обыкновению прибегли к оружию. Экзарх противника каган, дошедший тогда до крайности, потому что жители города совершенно презрели его требования, пылая неудержимым гневом, приказал предать огню все святые храмы вне города, а также сжечь все дома в предместьях, угрожая, что не уйдёт отсюда, но привлечёт множество других народов к союзу против нашего города. Между тем прошло тридцать три дня в этой непрерывной осаде, и по требованию варваров все горожане, придя к единому мнению, дали дары, необходимые для мира, чтобы те отказались от дерзкого намерения против них. И когда они таким образом заключили мир, те ушли в места своего обитания.

## Вопрос датировки осады
Так же как и датировка осады 616 года, общепринятая дата 618 год достаточно условна. Осада состоялась между 617 и 619 годами. Единственной временной привязкой является то, что после Солуни авары разорили Фракию и окрестности Константинополя и в итоге в 619 или 620 году подписали мир с императором Ираклием I.